# Mała Kopka (Tatry Wysokie)
Mała Kopka (1793 m) – niewielkie kopulaste wzniesienie w dolinie Pańszczyca w polskich Tatrach Wysokich. Stanowi wschodnie zakończenie północno-wschodniego ramienia Żółtej Turni. Jest częściowo porośnięte kosodrzewiną, częściowo piarżysto-kamieniste. Grzęda Małej Kopki oddziela dwa cyrki lodowcowe Pańszczycy; Czerwony Kocioł znajdujący się po jej północnej stronie i Żółty Kocioł po stronie południowej.
Północne, opadające do Czerwonego Stawu zbocza Małej Kopki to Małe Zielone.